# Валчик, Йозеф
Йозеф Валчик (чеш. Josef Valčík; 2 ноября 1914, Смолина, Австро-Венгрия — 18 июня 1942, Прага, Протекторат Богемии и Моравии) — чехословацкий солдат, член парашютно-десантного отряда «Silver A». Участник операции «Антропоид».

## Молодость
Йозеф Валчик родился в семье Яна Валчика и Вероники Валчик. В школе проучился 3 класса, а затем учился на кожевника. Работал в Отроковице и Злине кожевником на обувной фабрике фирмы «Baťa».
С 1 октября 1936 года Йозеф Валчик проходил срочную военную службу в 22-м пехотном полку в Йичине, получил звание сержанта. После оккупации Богемии и Моравии немецкими войсками 15 марта 1939 года покинул ряды военнослужащих и вернулся работать на обувную фабрику. После он совершил побег через граничащие друг с другом страны: Словакию, Венгрию, Югославию, Грецию, а оттуда уехал в Турцию, Сирию и Египет, а в 1940 году добрался до юга Франции. 
В городе Агд 6 марта вступил в ополчение «Чехословацкой иностранной армии» и сражался в составе 2-го пехотного полка. Войска покинули Францию 7 июля 1940 года из порта Сет на египетском корабле и были переправлены в Честер, где Валчик прошёл специальную подготовку и получил звание ротмистра.
В 1941 году Валчик действовал в оккупированной Чехословакии, где он был определен в десантный отряд «Silver A», задачей которого было поддержание связи с Англией и передача важных новостей о событиях в протекторате по радио. После нескольких неудачный попыток высадки, полноценная высадка была осуществлена группами «Антропоид» и «Silver B» в ночь с 28 на 29 декабря 1941 года. Из-за навигационной ошибки посадка произошла не в Гержманув-Местец, а в Сенице. 
В январе 1942 года десантники получили свидетельства о крещении от священника чешской евангелической церкви Франтишека Добиаша, на основании которых им были выданы официальные документы. Валчик стал Мирославом Шольцем из Годонина. 
Валчик получил звание младшего лейтенанта. Опасаясь ареста гестапо, покинул Прагу, в которую вернулся 4 апреля 1942 года и присоединился к членам «Антропоид». 25 апреля он участвовал в диверсионной операции, порученной группе «Аут Дистенс», в подготовке бомбардировки союзниками завода «Škoda» в Пльзене. 
В Праге он принимал участие в подготовке ликвидации Рейнхарда Гейдриха, но прямое участие Валчика в ликвидации не подтверждается, поскольку его ориентировки были широко известны немецким спецслужбам. 
Валчик вместе с другими членами десантной группы был размещен в православной церкви Св. Кирилла и Мефодия, священник расположил военных в склепе. Войтех Паур должен был вывезти десантников из города на катафалке 18 июня 1942 года. 16 июня предатель Карел Чудра сообщил в гестапо имена пособников ликвидации Гейдриха. Валчик погиб вместе с товарищами при штурме церкви (по некоторым данным, он застрелился).

## Возмездие нацистов
Аресты его родственников начались в понедельник 15 июня, в результате 14 членов его семьи, включая родителей, 3 братьев и 4 сестёр, были арестованы гестапо и отправлены в концлагерь Маутхаузен, где 13 были казнены сразу по прибытии 24 октября 1942 года.

## Награды Йозефа Валчика
- 16 января 1942 — Чехословацкий Военный крест 1939 г.
- 28 октября 1942 — второй чехословацкий Военный крест 1939 г.
- 7 марта 1944 — Военная памятная медаль
- 20 октября 1945 — третий чехословацкий военный крест 1939 г.
- 1949 – Чехословацкий военный орден «За Свободу», Золотая Звезда.
- 1968 – Орден Красного Знамени.
- 2010 — Крест обороны страны.